# Neotheronia fossulata
Neotheronia fossulata är en stekelart som beskrevs av Krieger 1905. Neotheronia fossulata ingår i släktet Neotheronia och familjen brokparasitsteklar. Inga underarter finns listade i Catalogue of Life.